# Федоров Федір Вікторович
Федір Вікторович Федоров (рос. Фёдор Викторович Фёдоров; 11 червня 1981, м. Апатити, СРСР) — російський хокеїст, лівий нападник. Виступає за «Лада» (Тольятті) у Континентальній хокейній лізі.
Виступав за «Вінздор Спітфайєрс» (ОХЛ), «Манітоба Мус» (АХЛ), «Ванкувер Канакс», «Спартак» (Москва), «Металург» (Магнітогорськ), «Нью-Йорк Рейнджерс», «Гартфорд Вуль-Пек» (АХЛ), «Сірак'юс Кранч» (АХЛ), «Локомотив» (Ярославль), ХК «Мальме», «Динамо» (Москва), «Нафтохімік» (Нижньокамськ), «Атлант» (Митищі), СКА (Санкт-Петербург), ЦСКА (Москва).
В чемпіонатах НХЛ — 18 матчів (0+2).
У складі національної збірної Росії учасник чемпіонату світу 2005 (6 матчів, 0+1). У складі юніорської збірної Росії учасник чемпіонату світу 1999.
Брат: Сергій Федоров.
Досягнення
- Бронзовий призер чемпіонату світу (2005)
- Срібний призер чемпіонату КХЛ (2011)
- Фіналіст Кубка Гагаріна (2011)